# Rivadavia (partido)
Rivadavia (Rivadavia) is een partido in de Argentijnse provincie Buenos Aires. Het bestuurlijke gebied telt 15.452 inwoners.

## Plaatsen in partido Rivadavia
- América
- Badano
- Cerrito
- Condarco
- Fortín Olavarría
- González Moreno
- Mira Pampa
- Roosevelt
- San Mauricio
- Sansinena
- Sundblad
- Vadano
- Valentín Gómez
- Villa Sena